# 御幣

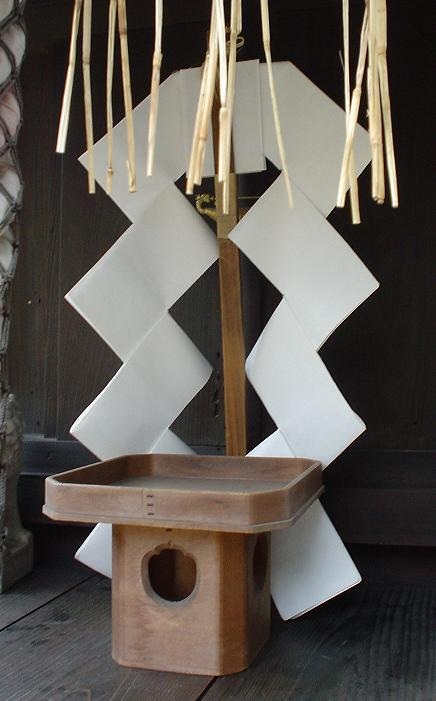
許波多神社的御幣

御幣是神道教在祭典中用於供奉神靈的紙條或布條，外觀為兩條紙垂夾在木製或竹製的竿子上，它也被稱作幣束（へいそく）、幣（ぬさ）。
通常，御幣的紙條是由白紙製成的，但是也可以是五種顏色的紙張、金箔紙和銀箔紙，並常懸掛在用於標記神聖區域的注連繩作為裝飾品。

## 釋義
由於神道教相信神靈存在於萬物中，並不可見，因此會將岩石、巨木、山、丘、瀑布等自然物視為神靈的依附之物，稱為「御神體」，因此神社裡是沒有神像的，在神社內，人們以鏡子、御幣等物作為「御神體」，供奉在本殿中。 由於御幣代表神靈所依附之物，所以也被用於淨化不潔之物，並在祭典場合揮舞著使用，一般的家庭則會將御幣置於牆面的高處祭祀。
御幣是一種幣帛，在古代時，幣帛是神道教儀式中獻給神靈的物品總稱，「幣」指麻（麻布），「帛」指絲（白絲、絲布），兩者都是供品的主要代表物，到後來，御幣逐漸變成主要的「幣帛」。
御幣不只被用來供俸神靈，也被神社內的神職或巫女在各種神道教的儀式中作為祈禱或祝福別人的物品，也常被用來驅魔或作為清潔神社中的器具。夾在大幣上的御幣，可被視作供品，但被做為供品的御幣的主要部分並不是兩邊長長的折疊紙，而是本身大幣的部分。

## 歷史

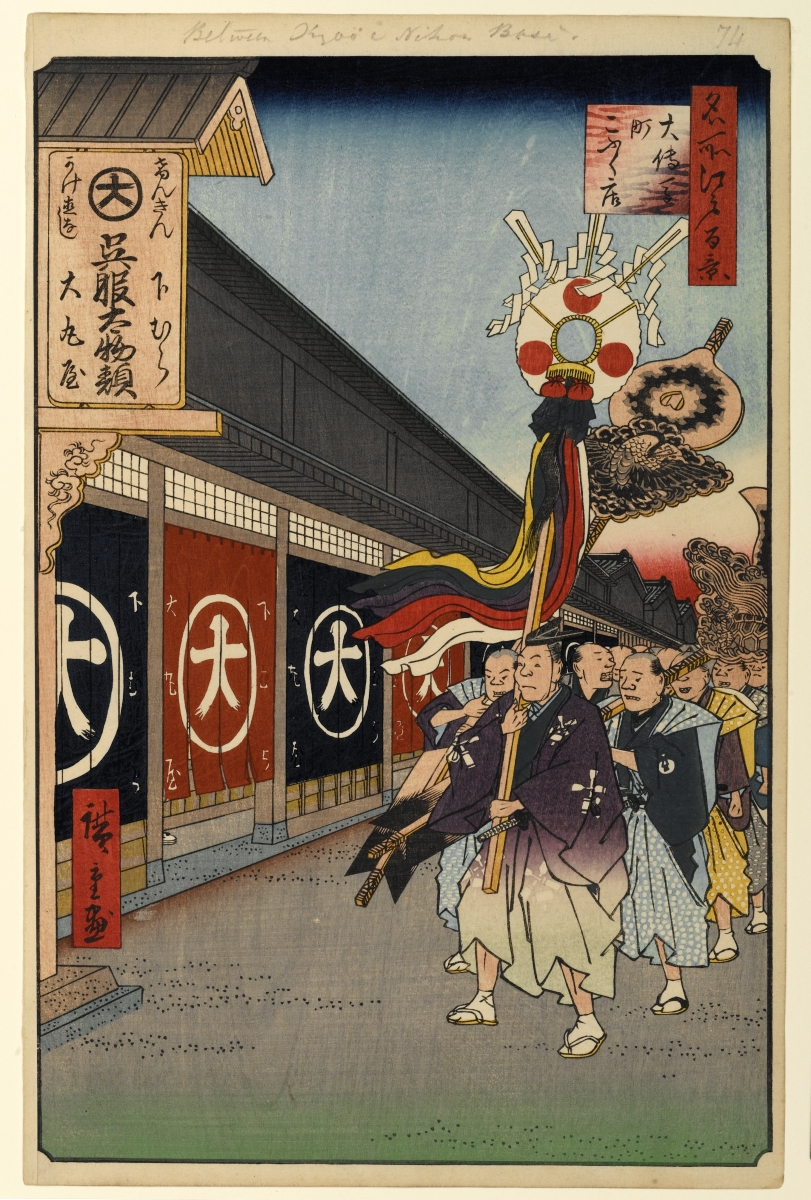
歌川廣重《名所江戶百景》的「大傳馬町吳服店」，畫中可看見約3米長的幣帛

最初，日本人獻給神靈的「幣帛」可以是水稻、清酒、鹽和魚，也可以是鐵製武器（劍類）、農業工具（鋼鐵和鍛造技術）、玉石（珠寶加工技術）、鏡子（鑄造和拋光技術）、服裝和紡織物（織布技術），這些物品象徵著當時最先進的技術。
日本人從古墳時代開始，也就是從日本建國之日到神話時代時，就把珍貴的物品「幣帛」奉獻給神靈。到了奈良時代，「幣帛」開始被專指為布料，紙在古代也是一種珍貴物品，隨著時間的演進，布料逐漸被取代，取而代之的是一種懸掛在兩側的折疊紙，被稱為紙垂。到了室町時代至江戶時代之間時，由紙垂組成的「幣帛」已經很常見，這時，神社的祭祀形式已經很普遍並且相當固定了。在這之後，「幣帛」的基本結構已沒有再出現太大的變化。到了今天，紙垂被視為御幣的象徵，但它中央的「幣帛」，繼承了過去各個時代中最好的物品，因此御幣就被視為從日本神話時代就一直供俸到現在的「幣帛」。
在紙張普及之前，人們也將柳、鹽膚木、胡桃與松的樹木的表面削起一部分，纏繞後，作為舊版本御幣的材料。